# Albán irodalom
Ez a szócikk az albán nyelvű szépirodalomról szól.

## Korai nyelvemlékek (13–16. század)
A legkorábbról ismert albán nyelvemlékek Teodor Shkodrani 1210-es bejegyzése egy kéziratos teológiai, filozófiai és történelmi traktátum utolsó lapjára, valamint a Pal Engjëlli durrësi érsek 1462. november 8-ai keltezésű, latin nyelvű körlevelében található keresztelési formula. Fontos nyelvtörténeti emlék az országon átutazó német lovag, Arnold von Harff 1497-es albán szószedete. A 15–16. század fordulójára datálható Máté evangéliumának töredékes albán (toszk) fordítása, ismertebb nevén a Húsvéti Evangélium (Ungjilli i Pashkëve).

## Régi albán irodalom (16–19. század)

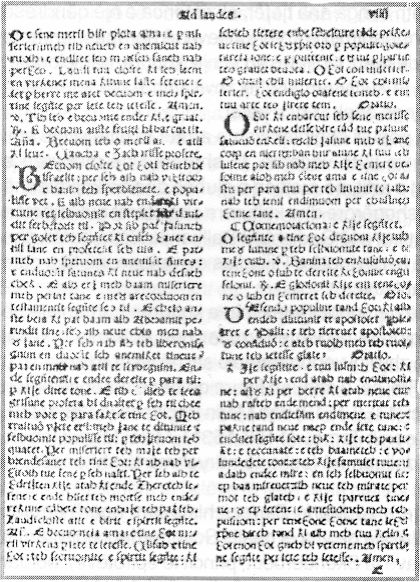
Gjon Buzuku misekönyve (1555 körül), az első albán nyelvű nyomtatott könyv

A régi albán irodalom fő nyelve a középkorban a görög és a latin, a török uralom évszázadaiban pedig a török volt. Az albán vagy albániai szerzők által írott munkák javarészt a vallási tematikából merítettek, de a korabeli albán irodalom legbecsesebb darabja mégis egy hazafias történeti munka, Marin Barleti 1508 körül megjelent latin nyelvű Szkander bég életrajza (Historia de vita et gestis Scanderbegi Epirotarum principis). Az első albán nyelvű nyomtatott könyv Gjon Buzuku 1554–1555 között írt misekönyve, a Meshari. A kötet kiforrott nyelvezete és gazdag szókincse arra enged következtetni, hogy a korban már létezett albán nyelvű írott hagyomány. Ugyanerre utal Tivari érsekének, a dominikánus Burchardus de Monte Sionnak egy jóval korábbi, 1332-es feljegyzése: „Noha az albánoknak nyelve egészen különbözik a latinusokéitól, ők maguk könyveikben mégis latin betűket használnak.” (K. Bihiku 1980. 13.)
Az albán nyelv a 17. századig elsősorban a népköltészetben virágzott. Az albán nyelvű irodalom a 17–18. században bontakozott ki. Ebben az időszakban elsősorban a vallásos irodalom dominált. Albán egyházi személyek katekizmusokat, szertartás- és imádságoskönyveket fordítottak le és adtak ki albán nyelven, amelyekben azonban saját vallásos költeményeiket is közreadták (például Pjetër Budi). Az első albán nyelvű eredeti prózai mű, a Cuneus prophetarum megírása Pjetër Bogdani nevéhez fűződik, aki 1685-ben megjelent könyvében ó- és újszövetségi traktátumokat, vallásos költeményeket adott közre.
Közép- és Dél-Albánia virágzó kultúrájú ortodox közösségeiben (Voskopoja, Elbasan, Gjirokastra, Janina) a 18. századtól a 19. század közepéig a cirill betűs, de albán nyelvű didaktikus és vallásos irodalom virágzott. Voskopojában nyílt meg a Balkán első nyomdája, amely a kulturális felvirágzás évtizedeiben albán szerzők műveit is kiadta (például Theodhor Kavalioti, Anonimi i Elbasanit).
A 18. században szökkent szárba az albán nyelvű lírai költészet, a bejtedzsi irodalom, amely keleti, főként török hatásokat mutatott. A muzulmán albánok körében népszerű, albán nyelvű, de arab írású költészeti irányzat első, a 18. század végéig ívelő szakaszában jórészt világias tematikájú versek születtek (például Nezim Frakulla). Mellettük akadtak bejtedzsi költők, akik a kor társadalmára és eseményeire reflektáltak műveikben (például Hasan Zyko Kamberi, Zenel Bastari). A 18. század végétől a vallásos tematika lett hangsúlyosabb, s ezzel együtt népszerűségéből is vesztett, majd elenyészett a bejtedzsi irodalom.
Az albán költészet másik, haladóbb irányzatát a Dél-Itáliában élő arberesek lírája képviselte, leghíresebb költőjük Jul Variboba volt.

## 19. századi albán irodalom

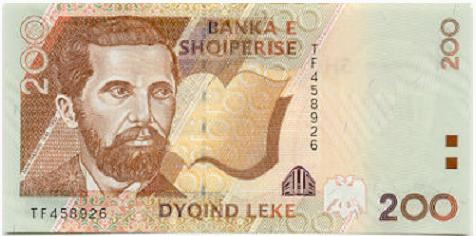
Naim Frashëri arcképe a 200 lekes bankjegyen

A 19. század második felében, az oszmán fennhatóság meggyengülésével, ezzel együtt az albán nemzeti tudat ébredésével, a Rilindja (Újjászületés) hazafias mozgalom 1870-es évekbeli kibontakozásával párhuzamosan jelent meg a nemzeti nyelvű, modern irodalom iránti igény Albániában. A nemzeti törekvéseket a Porta igyekezett csírájában elfojtani (tiltotta az albán nyelvű tanítást és könyvkiadást, a nyelv használatát stb.), ennek dacára a romantikus költészet mellett kibontakozott a műepika.
A romantikus művek témája leginkább az albán nemzeti múlt volt, sorra jelentek meg a forradalmi hevületű verseskötetek, elbeszélések, történelmi regények, drámák. E korai albán szépirodalmi mozgalom legkiemelkedőbb alakjai a Frashëri fivérek voltak: a Konstantinápolyban élő Naim Frashëri költő (1846–1900) és Sami Frashëri író (1850–1904). A kor további híres szerzői voltak Pashko Vasa (1825–1892), valamint az arberes Jeronim de Rada, 1814–1903) és Zef Serembe költő (Giuseppe Serembe, 1844–1901).

## 20. századi albán irodalom
A 20. század elejének romantikus alkotói voltak Ndre Mjeda és Asdreni költők és Andon Zako Çajupi drámaíró. Ugyanekkor fordították le albánra a világirodalom néhány alapművét (Cervantes, Shakespeare, Ibsen stb. alkotásait).

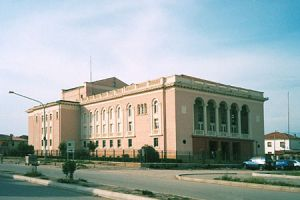
A Migjeni nevét viselő shkodrai színház

A nemzeti függetlenség 1912-es elnyerése után a szépirodalmi tematika és stílus sokszínűbbé vált. A kor legnagyobb hagyományos stílusú költői Gjergj Fishta (1871–1940), aki verseiben először fordult a társadalmi igazságtalanságok ábrázolása felé, és Fan Noli (1882–1965) ortodox püspök és államférfi, aki egyben a kor legnagyobb irodalomkritikusa és műfordítója is volt. Nála jelent meg először a szatirikus ábrázolásmód is az albán irodalomban. A modern albán költészetet a rövid életű Migjeni (1911–1938) teremtette meg, aki verseiben az elődök hazafias útkeresését nosztalgiával idézi és a jelen kilátástalanságát ábrázolja. A prózairodalomban Foqion Postoli (1889–1927) a történelmi regényeiről volt ismert.
A Hoxha-féle kommunista korszakban az irodalmi tevékenység számára is az állampárt jelölte ki az utat. A szocialista-realista sematikus szépirodalom témája a kommunizmus és a párt, a kommunista erkölcs és ember dicsőítése. E korszak legfőbb képviselői a költő Dritëro Agolli, Fatos Arapi, Sulejman Mato,  Dhori Qiriazi és Martin Camaj, az író Fatmir Gjata, de kevés számú, társadalomkritikát megfogalmazó regény is megjelenhetett (például Aleks Çaçi művei). A korszakban üdítőek voltak e tekintetben Qamil Buxheli társadalomszatírái és főképp Ismail Kadare (1936–2024) több mint 40 nyelven, így magyarul is megjelent történelmi regényei: A halott hadsereg tábornoka (1963), A fellegvár (1970), Kettétört április (1980) és Az Álmok Palotája (1981). A kommunista rezsim hol ünnepelte, hol évekig hallgatásra kárhoztatta Kadarét, egyes műveit pedig betiltották. Az 1980-as, 1990-es évek másik nagy albániai prózaírója Teodor Keko volt (1958–2002). Csak az utóbbi években, halálát követően fedezték fel Mihal Hanxhari (1930–1999) különleges költészetét.
A kommunista korszakban igazán szabadon csak az Albánián kívül élő szerzők tudtak alkotni. Közülük megemlítendő például Hivzi Sulejmani, koszovói író (1912–1975) és Vorea Ujko arberes költő (1918–1989), valamint az olaszországi emigráns író, Ernest Koliqi (1903–1975) és a börtönévei után az Amerikai Egyesült Államokba menekült költő, Arshi Pipa (1920–1997).

## Kortárs albán irodalom

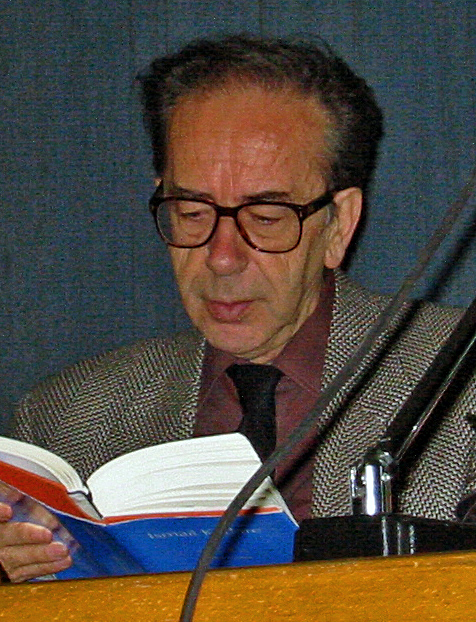
Ismail Kadare

Albánia legismertebb kortárs szerzője a Nobel-díjra is többször jelölt, Párizsban élő Ismail Kadare. A másik ismert mai albániai prózaíró Fatos Kongoli (1944–). A koszovói albán irodalom kiemelkedő alakjai a költő Rrahman Dedaj (1939–), Din Mehmeti (1932–) és Ali Podrimja (1942–), az író Rexhep Qosja (1936–), valamint az író-költő Eqrem Basha (1948–).